# Gevleugelde uitdrukking

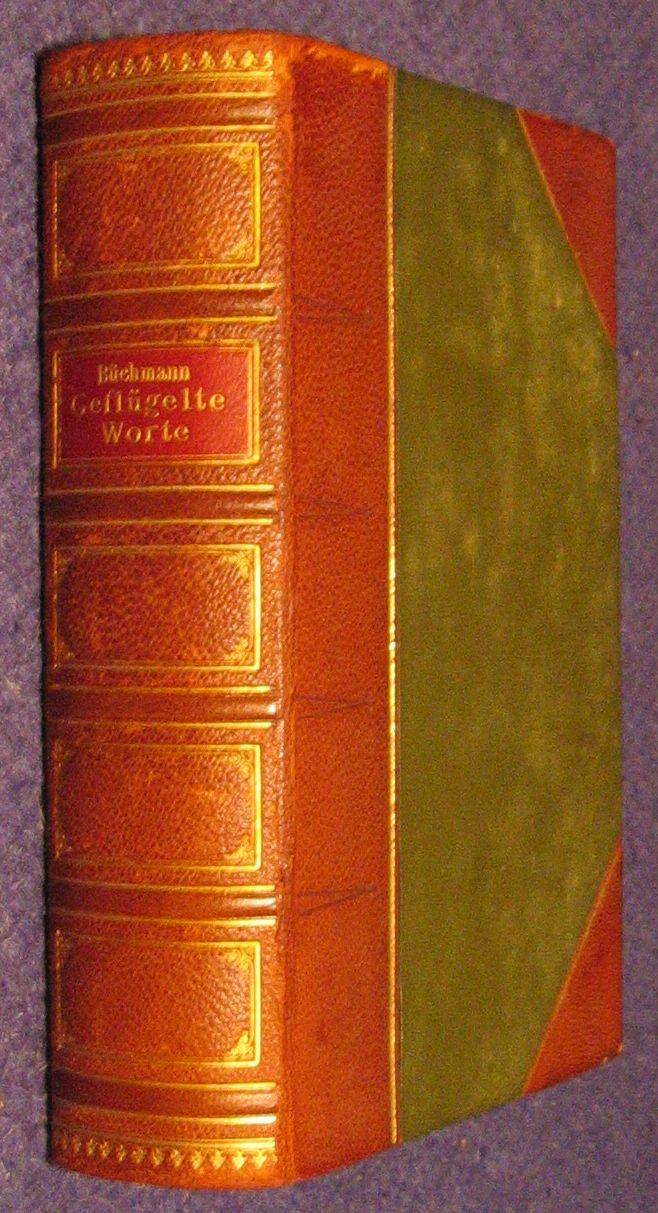
Georg Büchmanns Geflügelte Worte

Een gevleugelde uitdrukking, gevleugelde uitspraak of gevleugeld woord is een term, zinswending of zegswijze die in het algemeen spraakgebruik ingang gevonden heeft en ontleend is aan een min of meer bekende vondst. De bedenker wordt daarbij vaak niet meer genoemd, wat aanleiding geeft tot mystificatie.
De term is ontleend aan Homerus, die hem gebruikte om aan te geven dat uitspraken de toehoorder raakten, maar in zijn huidige, beperktere betekenis is hij gemunt door de 19e-eeuwse Duitser Georg Büchmann. Hij is in veel talen overgenomen en heeft in het Nederlands de verbinding met hogere cultuur behouden die door deze letterkundige gelegd werd.

## Herkomst, definitie en gebruik
De term zelf is ook een "gevleugelde uitdrukking", ontleend aan ἔπεα πτερόεντα (épea pteróenta) in de Ilias en de Odyssee van Homerus. Hij gebruikte de term echter veel losser, enkel om aan te duiden dat een uitspraak of rede zeer goed ontvangen werd door de toehoorders, dat de uitspraak hun oren binnenvloog.
De latere betekenis is gemunt door de 19e-eeuwse, Duitse letterkundige Georg Büchmann, die in 1864 onder de titel Geflügelte Worte een boek samenstelde dat hij als citatenverzameling aanduidde, hoewel zijn collectie meer omvatte. Hij stelde als eis, dat dat de uitdrukking ingang had gevonden als spreekwoord en toe te schrijven was aan een specifieke auteur of bron, waarbij hij de mogelijkheid openliet, dat de genoemde bron zich baseerde op bestaande taaluitingen. Hij veranderde de omschrijving van het begrip in de loop der jaren; zijn opvolger Walter Robert-tornow bouwde voort op Büchmanns begripsvorming en definieerde de term als volgt:
"Een gevleugeld woord is een uitspraak, uitdrukking of naam, in om het even welke taal, die in brede kringen van het vaderland steeds aangehaald wordt en waarvan de historische auteur of literaire oorsprong aantoonbaar is." Men moet altijd kunnen zeggen: 'daar werd het voor het eerst geschreven', of 'daar is het op gebaseerd' of 'diegene heeft het teweeggebracht' en 'het is ingeburgerd onder ontwikkelde mensen'.
Büchmanns bundel en de opzet ervan zijn in in vele talen overgenomen of geplagieerd, waardoor de titelwoorden veel als leenvertaling gebruikt worden. Behalve in het Nederlands is dat ook het geval in het Afrikaans (Gevleuelde uitdrukking), Bulgaars (Крилата фраза), Deens (Bevingede Ord), Fins (Lentävä lause), Hebreeuws (אמרת כנף), Pools (Skrzydlate słowa), Russisch (Крылатая фраза), Slowaaks (Okrídlené slová), Zweeds (Bevingade Ord) en Oekraïens (Крилаті слова).

## Afbakening
Robert-tornow verbond het concept 'gevleugeld woord' met 'ontwikkelde mensen' en deze verbinding met de hogere cultuur wordt in het Nederlandse taalgebied nog steeds gevoeld. Zo wordt gesteld dat het onderscheid met de catchphrase bijzonder klein is, maar dat die doorgaans citeert uit de populaire cultuur. "[Een gevleugeld woord] laat zien dat je ‘niet van de straat bent’ […]. Maar bij de doorsnee-catchphrase gaat [dat] niet helemaal op. Integendeel: veel lezers schamen zich een beetje voor de catchphrases die ze gebruiken."
Ten opzichte van gezegden en spreekwoorden verschilt een gevleugeld woord vooral in de herleidbaarheid tot een bekende bron.

## Mystificatie
Regelmatig worden gevleugelde woorden gekoppeld aan overgeleverde wijsheid of vertegenwoordigers van oude culturen. Zo wordt de uitdrukking 'We erven de aarde niet van onze ouders, maar lenen haar van onze kinderen' zowel toegeschreven aan de transcendentalist Ralph Waldo Emerson als aan de indianenleider Seattle, die in de 19e eeuw leefden. Een onderzoeker schrijft hierover: De spreuk is een beetje te fraai toegesneden op de krantenkoppen van vandaag. De eerste attestatie is in 1971, van de invloedrijke milieu-activist Wendell Berry.